# Терновский, Леонард Борисович
Леонард Борисович Терновский (6 сентября 1933, Москва — 14 февраля 2006, там же) — российский писатель и правозащитник, врач. Участник правозащитного движения в СССР и постсоветской России, член Московской Хельсинкской группы и Рабочей комиссии по расследованию использования психиатрии в политических целях; награждён медалью Уполномоченного по правам человека в России «Спешите делать добро».

## Биография

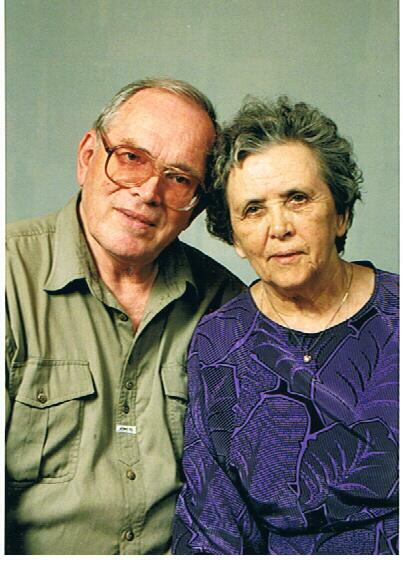
Л. Терновский и Людмила Терновская

В 1956 году окончил Второй медицинский институт в Москве. В 1956—1959 годах работал на Чукотке врачом районной больницы, в туберкулёзном диспансере и проходил ординатуру по рентгенологии. В 1959 году, вернувшись в Москву, стал работать в факультетской терапевтической клинике 1-го медицинского института имени Сеченова.
В 1968 году написал под псевдонимом Валентин Комаров статью «Сентябрь 1969 года» о вводе войск Варшавского договора в Чехословакию. В 1968—1980 годах подписывал письма в защиту лиц, преследуемых по политическим мотивам.
Написал историю самиздатского журнала «Хроника текущих событий», в которой сравнивает значение «Хроники» со значением герценовского «Колокола».
В 1970-е годы он был одним из немногих врачей, не боявшихся лечить бывших политзаключённых. Оказывал профессиональную помощь Софье Каллистратовой.
B 1979 году Л.Терновский вместе с Вячеславом Бахминым присоединяется к Московской Хельсинкской группе, где уже работали Елена Боннэр, Софья Каллистратова, Иван Ковалёв, Мальва Ланда, Наум Мейман, Виктор Некипелов, Татьяна Осипова, Юрий Ярым-Агаев. С 1978 года входит в состав Рабочей комиссии по расследованию использования психиатрии в политических целях, основанной при Московской Хельсинкской группе. Вёл приём людей, обращавшихся в Рабочую комиссию с жалобами на психиатрические преследования.
В 1980 году Терновский был арестован по обвинению в «антигосударственной деятельности» и приговорён к трем годам заключения по статье 190-1 «Распространение заведомо ложных измышлений, порочащих советский государственный и общественный строй». В вину ему были поставлены участие в деятельности Рабочей комиссии и изготовление или подписание и распространение писем-протестов против арестов правозащитников В. Бахмина и Т. Великановой. Отбывал наказание в лагерях в Тольятти, затем в Омске.
После освобождения Терновский жил в Рязани, затем в Покрове. В апреле 1986 года вернулся в Москву, стал работать врачом-рентгенологом в городской больнице. B 1991 году реабилитирован.
В 2005 году награждён медалью Уполномоченного по правам человека РФ «Спешите делать добро».
Леонард Терновский — автор многих книг и публикаций. Статья Терновского «Закон и „понятия“» перекликается с одноимённой карикатурой Сергея Ермилова. В 1997 году опубликовал книгу «Мне без вас одиноко…».
До своей смерти Терновский оставался членом Московской Хельсинкской группы. Умер 14 февраля 2006 года в Москве. Похоронен на кладбище в Малаховке (Люберецкий район).

## Награды
- Офицер ордена Креста Витиса (Литва, 8 января 2003 года)[16]